# 向井正博
向井 正博（むかい まさひろ、 1954年<昭和29年> - ）は、日本の地方公務員。元大阪府教育委員会教育長。瑞宝小綬章受章。

## 人物・経歴
中央大学法学部卒業。大阪府庁入庁、同教委事務局教育次長、同東京事務所長、同商工労働部労働政策監、同教委理事。2015年 (平成27年) 4月 隂山英男の後任として大阪府教育長。同年7月 文部科学省が全国学力・学習状況調査について実施要領を見直し、入試への活用を制限する意向を示していることについて向井は記者会見で「制限に法的拘束力はない」と述べ、高校入試の内申点評価に活用したい考えを強調した。その後も｢大阪府教育振興基本計画｣に基づき、「子供たちの学びに向かう力を育み、確かな学力の定着」や｢ネイティブ英語教員配置｣などを図った。

## 栄典
- 2024年 令和6年秋の叙勲で地方自治功労により瑞宝小綬章を受章[5]